# Stories
Stories es el título del segundo álbum de estudio de disc jockey y productor sueco Avicii. Fue lanzado al mercado musical el 2 de octubre de 2015, a través PRMD, Lava Records e Island Records. El álbum fue producido por Avicii además de Salem Al Fakir, Alex Ebert, Carl Falk, Kristoffer Fogelmark, Martin Garrix, Dhani Lennevald, Ash Pournouri, Albin Nedler, y Vincent Pontare en varias ocasiones. Stories recibió comentarios de positivos a mixtos de parte de la prensa especializada.
Cuatro sencillos fueron lanzados oficialmente: "Waiting for Love", "Pure Grinding", "For a Better Day" y "Broken Arrows" Adicionalmente, dos pistas fueron lanzadas como sencillos promocionales: "Ten More Days", y "Gonna Love Ya". Hasta la primera semana de octubre del 2015, Stories había vendido un millón de copias en todo el mundo. Adicionalmente, Stories fue el cuarto álbum del año con mayor cantidad de streams en Spotify.

## Antecedentes
En julio de 2014, Avicii dijo a la revista Rolling Stone que había trabajado en 70 canciones para su próximo álbum, el cual incluirá colaboraciones con Jon Bon Jovi, Billie Joe Armstrong, Chris Martin, Wyclef Jean, Serj Tankian y Matisyahu. Describiendo el álbum, Avicii dijo: "Va a ser mucho más orientado hacia las canciones." El 2 de marzo de 2015, Avicii se presentó en vivo en el Ultra Music Festival de Australia. Desde dicha presentación, muchas canciones fueron filtradas en Internet. Estas canciones incluían "Waiting for Love", For a Better Day", "City Lights" y "Sunset Jesus", filtrada bajo el nombre de "Attack". Una lista completa de las pistas que tocó durante el UMF se puede encontrar en la página de SoundCloud de Avicii. Además estrenó "Heaven", una colaboración con el vocalista de Coldplay, Chris Martin. Según un comunicado oficial de Avicii, hicieron unas 600 versiones de la canción. Afirmó que Chris Martin era un perfeccionista. Pero, la voz de Chris todavía sería usada para otra canción desconocida del álbum, el cual Avicii lo confirmó en su podcast.
El 8 de septiembre de 2014, en su cumpleaños número 25, Avicii decidió cancelar todo de sus presentaciones restantes del 2014 debido a preocupaciones de salud. Al día siguiente, anunció a través de Denim & Supply que lanzaría su nuevo sencillo "The Days" durante el transcurso del año; mientras tanto, presentó un pequeño teaser de la canción. "The Days" es una colaboración entre Avicii y Robbie Williams, y fue anunciado oficialmente el 3 de octubre de 2014 vía PRMD. El 16 de septiembre de 2014, se anunció a través de EA Sports que Avicii debutabaría, exclusivamente para FIFA 15, una nueva pista a la que llamó "The Nights" . El 17 de noviembre de 2014, oficialmente se anunció que la pista formaría parte de un extended play junto a "The Days". El mismo día, Wyclef Jean liberó su nueva pista titulada "Divine Sorrow" donde aparece Avicii como vocalista y coproductor. El 6 de mayo de 2015, Avicii anunció que re-grabaría la canción de Nina Simone "Feeling Good". Dos días después, Avicii liberó "I'll Be Gone" en el episodio 422 del Club Life Podcast de Tiësto, "La cual tiene un tono muy similar a una versión instrumental de Liar Liar, donde usan diferentes voces y progresiones de acorde. Este se filtró en Internet con el nombre "Stars" y se desconocía si se incluiría en Stories. También es similar a uno de los ID de Avicii "Black and Blue".
El 22 de mayo de 2015, Avicii lanzó, de manera oficial, el primer sencillo de Stories, "Waiting For Love". La pista es coproducida por su amigo, el disc jockey Martin Garrix. Casi un mes más tarde, Avicii comunicó a través de Twitter que había terminado el álbum después de dos años de trabajo. El 4 de agosto de 2015, se anunció en iHeartMedia Summit que el próximo sencillo de Stories sería "For a Better Day", con el cantante Alex Ebert. El 28 de agosto, lanzó sus siguientes dos sencillos, uno de los cuales es "Pure Grinding".

## Sencillos
El 22 de mayo de 2015, Avicii lanzó "Waiting for Love", una canción que cuenta con la voz de Simon Aldred de Cherry Ghost. Encabezó las listas de Suecia, Noruega y Austria, asimismo se ubicó entre los primeros veinte en varias listas europeas y en Australia, convirtiéndose en la más exitosa del álbum Stories.
El 28 de agosto del mismo año, lanzó "For a Better Day", que cuenta con la voz de Alex Ebert.
Ese mismo día también se lanzó "Pure Grinding", con la voz de Kristoffer Fogelmark y Earl St. Clair.

### Sencillos Promocionales
Días antes de la publicación del álbum, fueron lanzadas 3 canciones para promocionar el mismo.
"Broken Arrows" es una canción que cuenta con la voz sin acreditar de Zac Brown, lanzada el 29 de septiembre de 2015.
El 30 de septiembre, es lanzada la canción "Ten More Days", con la voz sin acreditar de Zak Abel.
El 1 de octubre, Avicii lanzó "Gonna Love Ya", una canción con la voz sin acreditar de Sandro Cavazza.

## Recepción

### Crítica
El álbum recibió críticas mixtas a promedio. En Metacritic, el álbum recibió una puntuación de 64, indicando críticas mixtas. David Jeffries de AllMusic le dio al álbum una revisión positiva, afirmando que "las historias agradables, vivas y diversas son una buena razón para pensar en Avicii como productor de música atractiva, con EDM, pop y todos los demás géneros en una escala móvil". Maura Johnston, de Boston Globe, dijo que "Stories se arrastra un poco al final, siendo el punto más bajo una pista ligera de reggae protagonizada por el ex Fugee Wyclef Jean y el fusionado Matisyahu, pero cuando llega, suena muy bien". Michaelangelo Matos, de Billboard, le dio al álbum una crítica positiva, alabando "Talk to Myself", "Touch Me" y "City Lights", diciendo que "son más o menos un homenaje directo a Daft Punk, por su sensación de música disco, efectos lúdicos y cortes de sonido".

## Lista de canciones
| Stories — CD – digital download – streaming – Spotify – iTunes |                          | |                                                               |          |  |
| N.º                                                            | Título                   | Escritor(es) | Producer(s)                                                   | Duración |  |
| 1.                                                             | «Waiting for Love»       | Tim Bergling Martjin Garritsen Simon Aldred Salem Al Fakir Vincent Pontare                                             | Tim Bergling Martjin Garritsen Salem Al Fakir Vincent Pontare | 3:50     |  |
| 2.                                                             | «Talk to Myself»         | Tim Bergling Sterling Fox Alex Drury Matt Hartke                                                                       | Tim Bergling Carl Falk Ash Pournouri                          | 3:55     |  |
| 3.                                                             | «Touch Me»               | Tim Bergling Adriano Buffone Gerrard O'Connell Celeste Waite Ash Pournouri                                             | Tim Bergling                                                  | 3:06     |  |
| 4.                                                             | «Ten More Days»          | Tim Bergling Simon Aldred Zak Abel                                                                                     | Tim Bergling                                                  | 4:05     |  |
| 5.                                                             | «For a Better Day»       | Tim Bergling Alex Ebert                                                                                                | Tim Bergling Alex Ebert                                       | 3:26     |  |
| 6.                                                             | «Broken Arrows»          | Tim Bergling Zac Brown Eric Turner Rami Yacoub Niko Moon                                                               | Tim Bergling Carl Falk Ash Pournouri                          |          |  |
| 7.                                                             | «True Believer»          | Tim Bergling Chris Martin                                                                                              | Tim Bergling                                                  | 4:48     |  |
| 8.                                                             | «City Lights»            | Tim Bergling Noonie Bao Oskar Jonas Wallin Ash Pournouri                                                               | Tim Bergling Ash Pournouri                                    | 6:28     |  |
| 9.                                                             | «Pure Grinding»          | Tim Bergling Kristoffer Fogelmark Albin Nedler Earl Johnson                                                            | Tim Bergling Kristoffer Fogelmark Albin Nedler                | 2:51     |  |
| 10.                                                            | «Sunset Jesus»           | Tim Bergling · Sandro Cavazza · Gavin DeGraw · Carl Falk · Savan Kotecha · Dhani Lennevald · Mike Posner · Rami Yacoub | Tim Bergling Dhani Lennevald                                  | 4:24     |  |
| 11.                                                            | «Can't Catch Me»         | Tim Bergling Matthew Miller Wyclef Jean Mike Einziger                                                                  | Tim Bergling                                                  | 3:59     |  |
| 12.                                                            | «Somewhere In Stockholm» | Tim Bergling · Daniel Adams-Ray · Henrik Jonback · Jonas Wallin · Petter Tarland                                       | Tim Bergling                                                  | 3:22     |  |
| 13.                                                            | «Trouble»                | Tim Bergling · Wayne Hector · Rami Yacoub · Carl Falk                                                                  | Tim Bergling                                                  | 2:51     |  |
| 14.                                                            | «Gonna Love Ya»          | Tim Bergling · Sandro Cavazza · Dhani Lennevald · Ash Pournouri · Marcus Thunberg Wessel                               | Tim Bergling · Ash Pournouri · Dhani Lennevald                | 3:35     |  |
| 54:33                                                          |                          | |                                                               |          |  |

| Stories – Versión del Reino Unido |              |                                                                                      |                        |          |  |
| N.º                               | Título       | Escritor(es)                                                                         | Productor(s)           | Duración |  |
| 15.                               | «The Nights» | Bergling Nicholas Furlong Gabriel Benjamin Jordan Suecof John Feldmann Ash Pournouri | Bergling Ash Pournouri | 2:56     |  |
| 57:29                             |              |                                                                                      |                        |          |  |

| Stories – Versión Rusa y Japonesa (Bonus tracks) |                                      |                                                         |                                                       |          |  |
| N.º                                              | Título                               | Escritor(es)                                            | Productor(s)                                          | Duración |  |
| 15.                                              | «The Days»                           | Bergling Al Fakir Brandon Flowers Pontare               | Bergling Al Fakir Pontare                             | 4:38     |  |
| 16.                                              | «The Nights»                         | Bergling Furlong Benjamin Suecof Feldmann Ash Pournouri | Bergling Ash Pournouri                                | 2:56     |  |
| 17.                                              | «Waiting for Love (Sam Feldt Remix)» | Bergling Simon Aldred Salem Al Fakir Vincent Pontare    | Sam Feldt Bergling Martijn Garritsen Al Fakir Pontare | 5:10     |  |
| 1:07:17                                          |                                      |                                                         |                                                       |          |  |

## Listas
| Lista (2015)                        | Mejor posición |
| ----------------------------------- | -------------- |
| Australia (ARIA)                    | 10             |
| Austria (Ö3 Austria)                | 6              |
| Bélgica (Ultratop flamenca)         | 7              |
| Bélgica (Ultratop valona)           | 14             |
| Canadá (Billboard Canadian Albums)  | 3              |
| Dinamarca (Hitlisten)               | 9              |
| Países Bajos (Album Top 100)        | 7              |
| Finlandia (Suomen Virallinen Lista) | 10             |
| Francia (SNEP)                      | 19             |
| Alemania (Media Control Charts)     | 8              |
| Hungría (MAHASZ)                    | 11             |
| Irlanda (IRMA)                      | 11             |
| Italia (FIMI)                       | 14             |
| Japanese Albums (Oricon)            | 9              |
| Nueva Zelanda (Recorded Music NZ)   | 23             |
| Norwegian Albums (VG-lista)         | 1              |
| South Korean Albums (Gaon)          | 42             |
| España (PROMUSICAE)                 | 17             |
| Suecia (Sverigetopplistan)          | 1              |
| Suiza (Schweizer Hitparade)         | 3              |
| Reino Unido (UK Albums Chart)       | 9              |
| Estados Unidos (Billboard 200)      | 17             |
| Estados Unidos (Digital Albums)     | 8              |

## Personal

### Voces
- Simon Aldred (Pista 1)
- Sterling Fox (Pista 2)
- Celeste Waite (Pista 3)
- Zak Abel (Pista 4)
- Alex Ebert (Pista 5)
- Zac Brown (Pista 6)
- Chris Martin & Avicii (Pista 7)
- Noonie Bao (Pista 8)
- Jonas Wallin (Pista 8)
- Kristoffer Fogelmark (Pista 9)
- Earl St. Clair (Pista 9, 14)
- Gavin Degraw (Pista 10)
- Matisyahu (Pista 11)
- Wyclef Jean (Pista 11)
- Daniel Adams-Ray (Pista 12)
- Wayne Hector (Pista 13)
- Sandro Cavazza (Pista 14)
- Robbie Williams (Pista 15}
- Brandon Flowers (Pista 15)
- Salem Al Fakir (Pista 15)
- RAS (musician) (Pista 16)

## Certificaciones
| Territorio | Organismo certificador | Certificación | Ventas certificadas | Simbolización | Ref.   |
| ---------- | ---------------------- | ------------- | ------------------- | ------------- | ------ |
| Brasil     | ABPD                   | Oro           | 40 000              | ●             | [ 53 ] |
| México     | AMPROFON               | Oro           | 30 000              | ●             | [ 54 ] |
| Polonia    | ZPAV                   | Oro           | 10 000              | ●             | [ 55 ] |
| Suecia     | GLF                    | 2× Platino    | 80 000              | 2▲            | [ 56 ] |

## Fecha de lanzamiento
| Región | Fecha                | Formato(s)                    | Discográfica |
| ------ | -------------------- | ----------------------------- | ------------ |
|        | 2 de octubre de 2015 | CD Descarga digital Streaming | PRMD         |